# Dorotea (Gemeinde)
Koordinaten: 64° 16′ N, 16° 24′ O

Dorotea ist eine Gemeinde (schwedisch kommun) in der schwedischen Provinz Västerbottens län und der historischen Provinz Lappland. Der Hauptort der Gemeinde ist Dorotea.
Durch die Gemeinde führen die Europastraße 45 und der 92 sowie die Inlandsbahn entlang der Strecke zwischen Östersund und Gällivare.

## Geschichte
Die Pfarrei Dorothea wurde 1799 gegründet und nach der schwedischen Königin Fredrika Dorothea Wilhelmina benannt. Zusammen mit Fredrika und Vilhelmina bildet Dorotea das sogenannte Königinnenland.

## Sehenswürdigkeiten
- Jagd- und Anglermuseum: Ein 20 m langes Wasserstrom-Aquarium mit Fischarten der Umgebung, sowie einer großen Sammlung von Angler-Ausrüstungen, Andenken- und Handwerks-Verkauf. (2018 gibt es das Museum nicht mehr)
- Polar-Museum, eine Reise zurück in die Anfänge und Entwicklung der Polar-Wohnwagen, die in Dorotea gefertigt werden.
- Kullerbacken Hembygdsområde beherbergt das Kulturgebäude.
- In der Kirche von Dorotea hat der Künstler Björn Martinus die Abendmahl-Gruppe als lebensgroße Figuren skulptiert. Außerdem wurde von ihm der große Dorotea-Bär aus sibirischer Lärche in Dorothea geschaffen; eine ausgezeichnete künstlerische Arbeit.

## Ausflugsziele
- Das Guts-Museum in Bellvik.
- In Korsele bei Patriks Trofémontage werden Tiere ausgestopft.
- Die Ziegenfarm in Högland.
- Der Västvattenbäckarna in Ormsjö: Bäche mit einem schönen Wasserfall und einer restaurierten Flößer-Kate.
- Das Blajkfjäll-Naturreservat.
- Der „Kunstweg der 7 Flüsse“. Entlang dieses Weges, der 7 Flüsse kreuzt, haben internationale Künstler Outdoor-Kunst geschaffen. Entlang der Straße zum Borgafjäll sind verschiedene Kunstwerke installiert.
- Borgafjäll mit Borgahällan: Eine Steilwand mit 700 m Abgrund in den Borga-See.
- Hotel Borgafjäll, wurde entworfen von dem weltberühmten Architekten Ralph Erskine.
- Lappvallen, Storvikens Sami-Lager und Sutme, mit Resten der Sami-Kultur.
- Björnlandsleden, ein 50 km langer Kanuwanderweg

## Umgebung
Herrliche Wanderpfade zum Wandern oder Angeln in fischreichen Gewässern ist hier möglich. Im Dorothea-Camping besteht die Möglichkeit Kanus zu mieten und nach Bibern Ausschau halten, Goldwaschen in Borga oder ein Floß in Storbäck mieten. Es werden Bären-Safaris und geführte Angeltouren vom Touristenbüro angeboten. Dort findet sich auch ein Verleih von Angelausrüstungen.

## Veranstaltungen
- Anfang Juli – Lajksjö-Festival
- Anfang / Mitte Juli – 'Heimkehrer-Tage'
- Mitte Juli – Jahrmarkt in Dorotea